# Focke-Wulf A 17
Il Focke-Wulf A 17 "Möwe" (in tedesco gabbiano) era un monomotore di linea ad ala alta sviluppato dall'azienda tedesca Focke-Wulf-Flugzeugbau AG negli anni venti.
Derivato dal precedente A 16 del 1924, ne era la versione ingrandita con scompartimento passeggeri capace di 8 posti a sedere.

## Storia del progetto
Il successo commerciale ottenuto dalla Focke-Wulf con il suo primo modello A 16 favorì il sostentamento necessario all'avvio dello sviluppo di un modello capace di trasportare un maggior numero di passeggeri.
Il progetto fu elaborato dall'ufficio tecnico dell'azienda con le stesse finalità dell'A 16, ovvero contenuti costi di investimento e di esercizio, e riproponendone anche l'impostazione generale, un monomotore in configurazione traente con velatura monoplana ad ala alta e carrello d'atterraggio fisso, ma aumentandone le dimensioni per integrare nella fusoliera la cabina di pilotaggio biposto chiusa e l'adiacente scompartimento passeggeri con otto posti a sedere.
Il prototipo del modello, indicato come A 17 Möwe, venne portato in volo per la prima volta nel corso del 1927 quindi avviato alla produzione in serie e commercializzato ad un costo inferiore a quasi tutti i suoi potenziali concorrenti.

## Versioni
A 17
prototipo, motorizzato con un radiale  a 9 cilindri Gnome-Rhône 9A Jupiter, il britannico Bristol Jupiter prodotto dalla francese Gnome et Rhône su licenza.
A 17a
versione di produzione in serie, motorizzata con un radiale Jupiter costruito dalla Gnome et Rhône o dalla Siemens, realizzato in 11 esemplari.
A 17b
conversione motorizzata con un radiale Siemens-Halske Sh 20, un esemplare destinato a prove comparative.
A 17c
conversione motorizzata con uno Junkers Jumo 5, due esemplari destinati a prove comparative.

## Utilizzatori
(lista parziale)
 Germania
- Deutsche LuftHansa (DLH)
- DVL
- Norddeutsche LVG

### Periodici
- Johannes Müller. Die Flugzeuge der deutschen Lufthansa 1926–1945 – Focke Wulf Möwe. Flug Revue Juli 1965, S. 54 ff.